# Glenn Frey
Glenn Lewis Frey, född 6 november 1948 i Detroit, Michigan, död 18 januari 2016 i New York, var en amerikansk sångare, låtskrivare, gitarrist och skådespelare.
Frey var en av originalmedlemmarna i countryrockgruppen Eagles och han skrev (ofta tillsammans med Don Henley) och sjöng flera av deras hits, exempelvis "Take It Easy", "Lyin' Eyes" och "New Kid in Town". Frey är också en av kompositörerna till Eagles största hit någonsin, "Hotel California".
Efter att Eagles upplöstes 1980 hade Frey framgångar som soloartist med låtar som "The Heat Is On" (från filmen Snuten i Hollywood), "You Belong to the City" (från TV-serien Miami Vice), "Smuggler's Blues" och "True Love". Senare var han med när Eagles återförenades i mitten av 1990-talet.
Freys låt "Part of Me, Part of You" kan höras under sluttexterna till filmen Thelma & Louise (1991). Han har skrivit många låtar ihop med Jack Tempchin.

## Diskografi

### Soloalbum
Studioalbum
- No Fun Aloud (1982)
- The Allnighter (1984)
- Soul Searchin' (1988)
- Strange Weather (1992)
- After Hours (2012)

Livealbum
- Glenn Frey Live (1992)

Samlingsalbum
- Solo Collection (1995) (samlingsalbum 1982 – 1995)
- 20th Century Masters – The Millennium Collection (2000)
- Above the Clouds: The Collection (2018)

## Filmografi
- Miami Vice (TV-serie avsnitt 15 av säsong 1, 1985)
- Let's Get Harry (1986)
- Wiseguy (TV-serie) (1987)
- South of Sunset (TV-serie) (1993)
- Jerry Maguire (1996)